# 428 Monachia
A 428 Monachia (ideiglenes jelöléssel 1897 DK) a Naprendszer kisbolygóövében található aszteroida. Walther Augustin Villiger fedezte fel 1897. november 18-án.